# Karolina Šprem
Karolina Šprem (ur. 25 października 1984 w Varaždinie) – chorwacka tenisistka, ćwierćfinalistka Wimbledonu 2004 w grze pojedynczej, klasyfikowana w rankingu WTA na 17. miejscu w grze pojedynczej (2004) i 182. w grze podwójnej (2006), reprezentantka Chorwacji w Pucharze Federacji i na letnich igrzyskach olimpijskich (2004). Żona cypryjskiego tenisisty Marcosa Pagdatisa. Tenisistka praworęczna z oburęcznym backhandem.

## Kariera tenisowa
Karolina Šprem rozpoczęła treningi tenisowe w wieku dziewięciu lat, zachęcona przez swojego ojca. W 1999 roku rozpoczęła występy w juniorskich turniejach Międzynarodowej Federacji Tenisowej. W ciągu dwóch lat takich startów zdołała wspiąć się na 22. miejsce notowań indywidualnych (grudzień 2001) i 55. w klasyfikacji deblistek do lat osiemnastu (lipiec 2000).
Status profesjonalnej tenisistki otrzymała w 2001 roku.

### Gra pojedyncza
Karolina Šprem nie ma na koncie wygranego tytułu WTA w grze pojedynczej, ale trzykrotnie w latach 2003 i 2005 występowała w meczach finałowych. Najwyżej w rankingu singlowym klasyfikowana była na siedemnastym miejscu (11 października 2004).
W maju 2000 otrzymała od organizatorów turnieju w Bol dziką kartę do eliminacji, odpadła jednak w pierwszej rundzie. Pierwsze profesjonalne mecze rozegrała w kwietniu 2003 roku w ramach rozgrywek o Puchar Federacji. Chorwatki spotkały się wówczas z Rosjankami i Šprem odnotowała tam zwycięstwo nad Jeleną Lichowcewą (30 WTA) wynikiem 6:4, 6:3. Wkrótce po raz pierwszy znalazła się w drabince turnieju głównego WTA Tour – stało się to w Bol, ale została pokonana w meczu otwarcia przez Samanthę Reeves 6:7(4), 3:6.
Przełomowy okazał się dla tej zawodniczki występ w zawodach w Strasburgu. Przeszła tam eliminacje, następnie wygrała z Tatianą Golovin, najwyżej rozstawioną Jeleną Dokić (10 WTA) i Wierą Zwonariową (22 WTA), zatrzymując się dopiero w finale na Silvii Farinie. Została sklasyfikowana w gronie stu najlepszych tenisistek świata. Dwa tygodnie później osiągnęła w Wiedniu drugi z rzędu turniejowy finał, ponownie przechodząc kwalifikacje. Okazała się lepsza od Anny Smasznowej, Denisy Chládkovej, ponownie Zwonariowej; przegrała po trzech setach starcia finałowego z Paolą Suárez. Po tych dwóch imprezach dostała się na 71. miejsce światowej klasyfikacji i na Wimbledonie zadebiutowała w zawodach wielkoszlemowych, wygrywając tam jeden mecz.
W sierpniu doszła do półfinału w Helsinkach, ale do końca sezonu nie potrafiła już nawiązać walki ze swoimi przeciwniczkami. Na koniec roku wygrała zmagania ITF w Poitiers. W styczniu 2004 awansowała do półfinału w Canberze, a następnie w Antwerpii. Wiosną dostała się do ćwierćfinału prestiżowych zawodów w Miami, eliminując po drodze Swietłanę Kuzniecową (10 WTA). W lipcu ponownie zwróciła na siebie uwagę światowych mediów, awansując do ćwierćfinału Wimbledonu. Sensacyjnie pokonała w drugiej rundzie Venus Williams (8 WTA), następnie Meghann Shaughnessy i Magdalenę Maleewą, zatrzymując się dopiero na Lindsay Davenport. Została sklasyfikowana na 17. miejscu w rankingu WTA w październiku, po imprezie w Filderstadt. Amerykanka wyeliminowała ją również w czwartej rundzie Australian Open 2005.
Po serii słabych występów i wypadnięciu pod koniec pierwszej setki rankingu, awansowała do swojego trzeciego finału WTA w Kolkacie. Walkę o tytuł przegrała z Anastasiją Myskiną. W maju 2006 w Stambule doszła do ćwierćfinału, a następnie do trzeciej rundy French Open. Kontuzja łokcia dramatycznie ograniczyła jej plany startowe w sezonie 2007; zdołała wygrać zaledwie trzy mecze w turniejach głównych, spadła na dalsze miejsca światowej klasyfikacji i poddała się operacji w celu wyleczenia tego urazu.
Powróciła w kwietniu 2008, przechodząc eliminacje w Amelia Island i wygrywając z Ai Sugiyamą oraz Danielą Hantuchovą, by w trzeciej rundzie przegrać z Lindsay Davenport. W lipcu odnotowała półfinał w Budapeszcie. W lutym 2009 triumfowała w turnieju ITF w Biberach, a następnie doszła do drugiej rundy w Miami i tym sposobem wróciła do grona stu najlepszych zawodniczek globu. W lutym 2010 zameldowała się w ćwierćfinale w Memphis. Brak dobrych wyników spowodował, że ponownie obniżyło się jej miejsce rankingowe. Bez większych sukcesów występowała do kwietnia 2011; po raz ostatni startowała w eliminacjach w Estoril, gdzie skreczowała w pierwszej rundzie z Heather Watson.

### Gra podwójna
Karolina Šprem zaprzestała występów w turniejach gry podwójnej w 2007 roku; 8 maja 2006 klasyfikowana na najwyższym, 182. miejscu rankingowym w tej konkurencji. Jej najlepszym wynikiem jest udział w półfinale imprezy na Bali we wrześniu 2005, który osiągnęła w parze z Francescą Schiavone. Chorwatka i Włoszka przegrały z najwyżej rozstawionymi Anną-Leną Grönefeld i Meghann Shaughnessy.

### Występy reprezentacyjne
Karolina Šprem od 2001 roku reprezentuje Chorwację w rozgrywkach o Puchar Federacji. Zadebiutowała w kwietniu 2001 w barażach Grupy Światowej z Włochami, gdzie przegrała pojedynek deblowy (jedyny stracony przez jej drużynę punkt w tej konfrontacji). W kwietniu 2003 w pierwszej rundzie Grupy Światowej wygrała 6:4, 6:3 z Jeleną Lichowcewą, a w kwietniu 2006 w Grupie Światowej II wygrała w pojedynku z Argentynkami wszystkie trzy spotkania, w jakich brała udział.
Zakwalifikowała się do letnich igrzysk olimpijskich w Atenach (2004) jako reprezentantka Chorwacji. W grze pojedynczej doszła do trzeciej rundy, eliminując Giselę Dulko i Angelique Widjaję, przegrywając z Ai Sugiyamą. W grze podwójnej z Jeleną Kostanić zostały wyeliminowane w drugiej rundzie przez Sugiyamę i jej rodaczkę, Shinobu Asagoe.

## Życie prywatne
Jest córką Gabrijela i Boženy, siostrą Gordany.
14 lipca 2012 w zamku w chorwackim komitacie Żupania varażdińska zawarła związek małżeński z cypryjskim tenisistą Markosem Pagdatisem. Para ma troje dzieci: córkę Zaharę (ur. 20 października 2012 w Zagrzebiu), córkę Indię (ur. 17 grudnia 2015) i syna Zeusa (ur. 30 października 2019).

## Wygrane turnieje rangi ITF
| turnieje z pulą nagród 100 000 $ |
| turnieje z pulą nagród 75 000 $  |
| turnieje z pulą nagród 50 000 $  |
| turnieje z pulą nagród 25 000 $  |
| turnieje z pulą nagród 15 000 $  |
| turnieje z pulą nagród 10 000 $  |

### Gra pojedyncza
|     | Data       | Turniej     | Kat. | ($)     | Naw.   | Finalistka             | Wynik         |
| 1.  | 27/01/2002 | Courmayeur  | ITF  | 10 000  | twarda | Stefanie Weis          | 4:6, 7:6, 6:4 |
| 2.  | 17/02/2002 | Bergamo     | ITF  | 10 000  | twarda | Rita Degli-Espoziti    | 6:1, 6:2      |
| 3.  | 26/01/2003 | Grenoble    | ITF  | 10 000  | twarda | Sophie Lefèvre         | 7:5, 7:5      |
| 4.  | 16/02/2003 | Southampton | ITF  | 25 000  | twarda | Magdelena Zděnovcová   | 6:1, 3:0 ret. |
| 5.  | 23/02/2003 | Redbridge   | ITF  | 25 000  | twarda | Wolha Barabanszczykawa | 6:3, 6:2      |
| 6.  | 23/03/2003 | Castellon   | ITF  | 25 000  | ziemna | Ľudmila Cervanová      | 6:3, 6:3      |
| 7.  | 02/11/2003 | Poitiers    | ITF  | 50 000  | twarda | Roberta Vinci          | 6:4, 7:5      |
| 8.  | 01/03/2009 | Biberach    | ITF  | 50 000  | twarda | Kirsten Flipkens       | 6:1, 6:2      |
| 9.  | 11/04/2009 | Torhout     | ITF  | 100 000 | twarda | Wiktorija Kutuzowa     | 6:1, 6:4      |
| 10. | 20/09/2009 | Mestre      | ITF  | 50 000  | ziemna | Yvonne Meusburger      | 2:6, 6:2, 6:4 |